# Дървовидна ружа
Дървовидната ружа (Hibiscus syriacus), (известна и като градински хибискус, сирийски хибискус, на корейски: 무궁화 мугунхуа), е вид цъфтящо растение от семейство Слезови. По произход е от Южноцентрален и Югоизточен Китай, но е широко разпространено, особено в Азия.

## Етимология и наименования
Този вид хибискус получава епитета „сирийски“ (syriacus) защото е разпространен от градини в Сирия.
Името на цветето на корейски е mugunghwa (хангъл: 목 근화 / 무궁화; ханча: 木槿花 / 無窮 花), като в превод mugung означава „вечност“ или „неизчерпаемо изобилие“. Причината е, че цъфти обилно в най-тежкия за това климатичен период в Корея – летните прашни бури от Китай, тайфуни от Япония и мусонни дъждове, траещи два месеца подред, ден и нощ.
В Северна Америка популярното име на цветето е „роза на Шарън“ / „Йерихонска роза“. Това е библейски израз, въпреки че идентичността на споменатото растение е неясна и се оспорва сред библейските учени. Символиката, която носи е за безсмъртие и устойчивост, като се прави препратка към древния град Йерихон и неговото многократно разрушаване и възраждане.
Най-често срещаните имена включват корейска роза (в Южна Корея), сирийска кетмия, храстова алтеа и розова слез (в Обединеното кралство, заради приликата на цветовете с тези на слеза). На латински хибискус (hibiscus) се превежда блатен слез.
Видът е известен като „дървовидна ружа“, заради формата на дърво, която може да добие (височина до 4 м и корона на типично дърво), както и заради приликата на цветовете с градинската ружа.

## Произход и разпространение
Дървовидната ружа е с произход Южна Корея. По-късно, през 16 век, е отгледана и в градините на Европа. До 18 век храстът е често срещан в английските градини и в северноамериканските колонии.

## Описание
Това цвете принадлежи към семейството Malvaceae, в което има 204 рода и около 2330 различни растителни вида, повечето от които са тропически.
Дървовидната ружа е устойчив широколистен храст или ниско листопадно дърво. Макар предимно да се среща като храст с формата на ваза, може да придобие формата и на дърво, достигайки височина до 4 м, откъдето води и популярното му име.

### Ствол
Клоните са тънки и сиви, бяло-лентовидни, с повдигнати белези на листата и малки пъпки. Стъблата и клоните не се разклоняват много, освен ако се подрязват, което води до много дълги, прави стъбла, което води до общата форма на ваза на храста. Листата се появяват необичайно късно през сезона, през май. Те обикновено са зелени или жълтеникаво зелени, редуващи се, широко яйцевидни, с длановидни жилки, с грубо назъбени краища и дължина до 10 – 15 см.

### Цветове
Дървовидната ружа има 5-листни цветя (до 8 см в диаметър) в плътни цветове от бели, червени, розови, лилави, виолетови или сини, или двуцветни с различно оцветено гърло, в зависимост от сорта. Разширяване от основата на тези пет венчелистчета е плодникът в центъра, с тичинките около него. Тези основни характеристики придават на Hibiscus syriacus и многото му варианти отличителна форма.
Растението може да цъфти обилно непрекъснато от юли до септември, обикновено през нощта. Отделните цветове са краткотрайни, траят само един ден. Многобройни пъпки обаче, произведени при новия растеж на храста, осигуряват плодоносен цъфтеж през дълъг летен период на цъфтеж. С настъпването на зрелостта гъвкавите растителни стъбла се огъват под товара на цветовете и се огъват на половината път към земята.

### Плодове и семена
Повечето съвременни сортове са практически безплодни. Плодовете на тези, които ги имат, са зелени или кафяви, декоративно непривлекателни 5-клапанни дехисцентни капсули, които се запазват през по-голямата част от зимата при по-стари култури. В крайна сметка те се разрушават в хода на сънния период и разпространяват семената около основата на родителското растение, образувайки колонии с времето.

## Химичен състав
Кората съдържа няколко медицински активни съставки, включително клей, каротеноиди, сескитерпени и антоцианидини.

## Видове
Дървовидната ружа принадлежи към семейство Malvaceae, в което има 204 рода и около 2330 различни растителни вида, повечето от които са тропически.
Визуално наподобява блатния хибискус и лечебната ружа.

## Отглеждане
Почвата, в която дървовидната ружа процъфтява, е влажна, но добре дренирана смес от пясък, глина и креда, поддържаща алкално до неутрално ниво на pH (5,5 – 7,0). Най-много се нуждае от калий и ниско ниво на фосфор (ето защо не се препоръчват подхранващите торове за бърз цъфтеж).
Дървовидната ружа е силно толерантна към замърсяване на въздуха, топлина, влажност, лоша почва и суша. Видът се натурализира много добре в много крайградски райони и дори може да бъде наречен леко инвазивен, заради лесно покълващите семена наоколо.
Подрязването (отнемане на не повече от 2/3 от всяко клонче или оставянето на 3 пъпки) късно на есен стимулира разклоненията, което е желан ефект, защото на върховете на разклоненията цъфтежът е най-обилен.
Живее повече от 100 години. Издържа кратковременни понижавания на температурата до (-22 °C). Размножава се чрез резници (във вода или пръст) или семена.
Основни вредители са японските бръмбари (Popillia japonica) и листните въшки.

## Символика

### Южна Корея
Дървовидната ружа е националното цвете на Южна Корея. Символичното значение на цветето идва от корена на неговото име – „мугун“, което означава „вечност“ или „неизчерпаемо изобилие“. Наред с издръжливостта си, за южнокорейците дървовидната ружа отразява безсмъртната природа на Корея, вдъхновението, решимостта и упоритостта на корейския народ.
Споменава се в националния химн и присъства изобразен на част от местната валута (монети и банкноти), най-високия правителствен орден – Орден Мугунгуа, Герба на Южна Корея и различни държавни емблеми. Цветът на растението има аналогия с южнокорейския пентаграм Wuxing, представляващ петте елемента в китайската философия.
Обикновено се смята от южнокорейците за традиционен символ на „корейската раса“ (корейски: 한민족).

### Хаити и Индия
Дървовидната ружа Hibiscus Syriacus от сорт Jeanne d'Arc има бели цветове, наричани „цвете на любовта“ и „цвете на прекрасните жени“ и са символ и национално цвете на Хаити, а в Индия ги вплитат в сватбените венци.

## Приложение
Дървовидната ружа е ценно декоративно растение. Служи в интериора и в градината, подходящо както самостоятелно, така и като жив плет. Поради непретенциозността, сухоустойчивостта и устойчивостта ѝ на градско замърсяване, успешно се сади като алейно дърво, край магистрали и промишлени терени.
Дървовидната ружа е със средни медоносни качества – по изследване на опитни храсти в Ботаническата градина в Пловдив един цвят отделя средно от 3487 до 5249 мг нектар за 24 часа със средна захарност 41.2 – 41,6 %. Храстите с кически цветове не представляват интерес за пчелите.
В Южна Корея традиционно листата му (по-специално хибискус каркаде) се варят в билков чай и цветовете му се ядат. Коренът също е годен за консумация, но много влакнест, лепкав и без много вкус.
Използва се и за подложка за облагородяване на вечно зеления китайски хибискус.

## Галерия
Сортовете Hibiscus syriacus основно цъфтят в розов, лилав или бял цвят.
- Diana
- White Chiffon
- Hamabo
- Woodbridge
- Двойноцветно (с удвоен брой листенца)
- Ardens
- Ardens
- Blushing Bride
- Lavender Chiffon
- Blue Satin